# Batalla de Hormizdagán
La batalla de Hormizdagán fue un conflicto bélico librado el 24 de abril de 224 entre las fuerzas de los arsácidas, dirigidas por el emperador Artabano IV, y de los sasánidas, comandadas por el reyezuelo Ardacher V de Persis. La victoria completa del segundo supuso la caída de la dinastía arsácida y su reemplazo por los sasánidas.

## Antecedentes

### El imperio de los arsácidas
Comparado con el imperio de los aqueménidas, el gobierno arsácida estaba considerablemente descentralizado. Era una especie de aglomeración de entidades políticas con distintos estatus, similar a un reino feudal. Existían varios reyes menores con gobiernos semiautónomos pero que pagaban tributo y aportaban soldados al rey arsácida. Entre ellos destacaban los de Iberia, Armenia, Media Atropatene, Corduene, Adiabene, Edesa, Hatra, Cárece, Elymaida y Persis.
Los territorios directamente bajo el poder del rey arsácida se organizaban en tres niveles llamados marzban, xšatrap y dizpat equivalentes a las satrapías, eparquías e hiparquías respectivamente, siguiendo el modelo de los seléucidas. Sus gobernadores eran nombrados directamente por el rey parto, aunque la costumbre hizo que muchas fueran gobernadas por miembros de una misma familia, convirtiéndose en verdaderos feudos. Estos personajes gobernaban con gran autonomía y tenían derecho a acuñar sus propias monedas distintas a las monárquicas producidas en las cecas reales, algo no muy distinto a los aqueménidas, quienes permitían a las satrapías más distantes ser semiindepedientes siempre que reconocieran la supremacía del rey, pagaran tributos y contribuyeran con ejércitos cuando eran convocados. Además, desde los seléucidas se había vuelto una costumbre la existencia de dinastía locales semiindependientes o derechamente enfrentadas al poder de los reyes, algo que no cambio con los arsácidas. Sin embargo, en el período parto estos sátrapas gobernaban territorios mucho más pequeños y posiblemente tuvieran mucho menos prestigio e influencia que en tiempos aqueménidas.
Los reyes partos eran polígamos, aunque usualmente eran sucedidos por su primogénito, mas esto no impidió que desde el siglo I los nobles ganaran gran poder e influencia en la sucesión y deposición de los monarcas. Así, durante la última centuria de la dinastía arsácida, su gobierno se caracterizó por la inestabilidad, algo que sería usado por la posterior propaganda sasánida para contrastar su desorden frente al supuesto orden que ellos representaban.

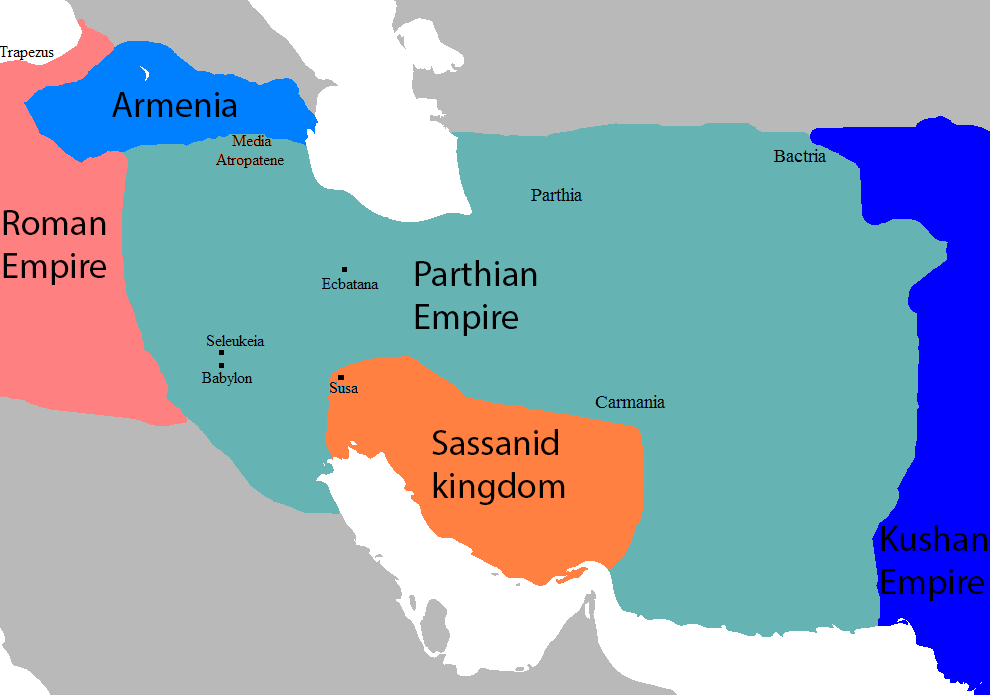
Mapa del Imperio parto (azul claro) y Persia (naranja) antes del enfrentamiento decisivo.

Por último, estaban las polis griegas, con territorio y gobierno propios pero leales al rey arsácida. Práctica aceptada también por los aqueménidas. Estas ciudades eran fruto de la colonización helénica del norte de Mesopotamia desde los tiempos de Alejandro Magno y conservaban sus sistemas políticos desde épocas seléucidas. Entre ellas destacaban Eulaus (cerca de Susa), Alejandría de Susiana, Babilonia o Seleucia del Tigris. Debe mencionarse que desde 190, con la conquista de Alejandro Severo crearon una cultura que mezclaba griego, siriaco y latín. Los griegos poblaban varias ciudades con cientos de miles de habitantes cada una, claves para el gobierno de zonas como Susiana, Mesopotamia o Media. Mesopotamia incluía una gran población de judíos, aunque menor que sus rivales griegos, quienes tenían gran preponderancia y autonomía, pero con el tiempo, por su lealtad en las guerras contra Roma fueron ganando derechos y sus comunidades autonomía; además, muchos más judíos fueron llegando después de sus fallidas revueltas contra las legiones. El Imperio en su conjunto sumaba 10 a 20 millones de habitantes según estimaciones basadas en registros arqueológicos y literatura de la época, considerándose una de las cuatro áreas más pobladas del mundo después de los territorios romanos, la China Han y los reinos indios.
En definitiva, el Imperio parto fue un conglomerado heterogéneo, lo que explica porque no pudo seguir expandiéndose después de la conquista de Mesopotamia y la meseta iraní, pero también que siguiera existiendo a pesar de que los romanos saquearan tres veces su capital en el siglo II (en 116, 165 y 198).

### Nobleza parta
La nobleza se dividía en tres categorías principales. Primero estaban los reyes menores sólo inferiores al monarca arsácida, como los de Merv, Abarshahr, Sakastán, Carmania, Iberia y Adiabene. En segundo lugar venían los grandes nobles vinculados al Gran Rey por matrimonios. Por último, los jefes de clanes o de pequeños territorios. Las listas reales mencionan una veintena de familias menores, como los Farrekān y Asparuk o Vāspūhrakān en Persia. Estos personajes servían como consejeros del rey o sacerdotes que, según Posidonio, formaban un consejo con poder para elegir al rey, aunque siempre era un miembro de la familia real. Todas estas casas nobles, grandes y pequeñas, formaban una compleja red de conflictos y colaboraciones en los que se basaba la política del reino.
La alta nobleza, buzurgān, poseían títulos que indican un origen parto en la mayoría de los casos, aunque sólo dos familias (Karen y Suren) son mencionadas en tiempos arsácidas. Estos clanes poseían territorios autónomos bajo su mando. Sus líderes gozaban con la lealtad de sus vasallos, una nobleza menor de estatus socioeconómico variado y sus siervos campesinos. Los reyes contaban con el apoyo de los miembros de su propio clan pero no necesariamente de otros. Era un sistema feudal de antecedentes escitas y aqueménidas. Según Teofilacto Simocates eran siete familias y cada una tenía un papel reservado: los primeros coronaban a los reyes, los segundos eran comandantes en jefe, los terceros eran jefes de la administración (hazarabed o canciller), los cuartos eran jefes de los jueces (dadwaran dadwar) y sacerdotes (mowbeds), los quintos comandantes de la caballería (sparapet), los sextos controlaban los impuestos y arcas reales, y los séptimos eran custodios de las armas y uniformes (hambarakapet). Aunque estos cargos eran liderados por un miembro de cada familia, el resto estaban repartidos de distinta forma.
| Siete clanes partos: A continuación un listado con el nombre de varias casas y la opinión de cada historiador si eran o no de la alta nobleza parta |         |        |         |       |          |          | |
| Casa noble | Syvanne | Curtis | Gignoux | Nouri | Jalilian | Coulborn | Notas |
| Arsácidas | No      | No     | No      | Si    | No       | No       | |
| Sasánidas | No      | No     | No      | No    | Si       | Si       | |
| Suren | Si      | Si     | Si      | Si    | Si       | Si       | Tierras en Sistán, Afganistán y Nishapur. Tenían el derecho hereditario a coronar los reyes arsácidas, pues eran los segundos en rango del reino. Su pahlavī, «familia», como otras de la nobleza afirmaba descender de los reyes Aršak (Arsaces). Su nombre debe emparentarse con el término persa suri, dado a toda flor roja. En pahlavi sūr o suxr es «rojo». |
| Karen | Si      | Si     | Si      | Si    | Si       | Si       | Tierras en Nahavand, en Hamadán (antigua Media). Apoyaron al príncipe Mehardates contra Gotarces II. |
| Mihran | Si      | Si     | Si      | Si    | Si       | Si       | Tierras en Rayy. Por tradición, tendían a ser los dominantes junto a los Suren. En persa antiguo son llamados Mihra-Kān-Katak, «Casa de los Mihr», y se consideraban una de las siete grandes familias con «sangre» arsácida. |
| Aspahbed | Si      | Si     | Si      | Si    | Si       | Si       | Tierras en Gorgán. Su nombre proviene del persa antiguo asp o aspa, «caballo», muy usado en los nombres de las familias nobles iraníes. Se dice que los fundó una hija del rey Arshavir o Aršavir, llamada Koshm o Košm, que se casó con un oficial de caballería (spahbed o spāhbad), de ahí el nombre. El rey le dio a sus hijos Suren y Karen o Karn y a su hija tierras en Bactra y fue sucedido por su hijo Artashes o Artašeš. Este origen es mítico y buscaba emparentar a este clan con la realeza por sangre. Al parecer, la hija es una personificación legendaria del distrito Kōmiš. |
| Spandyaz | Si      | Si     | Si      | Si    | Si       | Si       | Tierras en Rayy. Como los Mihran y los Spandyaz eran de Rayy, el orientalista alemán Theodor Nöldeke sugirió que debían ser la misma familia. |
| Varaz | No      | Si     | Si      | No    | No       | No       | Tierras desde la frontera con Siria hasta Adiabene a través de Armenia. En origen jefes tribales kurdos llegaron a dominar un vasto territorio ya en período arsácida. Como los Andigan, su poder aumentó enormemente gracias a Ardacher I. Su significado parece ser «fuerza, poderío» o «jabalí». |
| Andigan | Si      | No     | Quizás  | No    | No       | No       | Tierras en Andiyán. El hecho de que se los llame «Señor de Andigan» en las crónicas parece indicar su origen geográfico. Este terminó por convertirse en el nombre por el que se conoce al clan. Participaron en la elección de Narsés de Armenia como nuevo Gran Rey con los Suren y Karen y arrestaron a Adurfarrobay, rey de Meshan, que avanzaba a Asuristán para ayudar al rebelde Bahram III. Su nombre probablemente proviene del nombre que daban las tribus túrquicas a la ciudad. |
| Zikan | Si      | Si     | No      | Si    | Si       | Quizás   | Tierras en Azerbaiyán. |

## Campañas

### Decadencia de los arsácidas

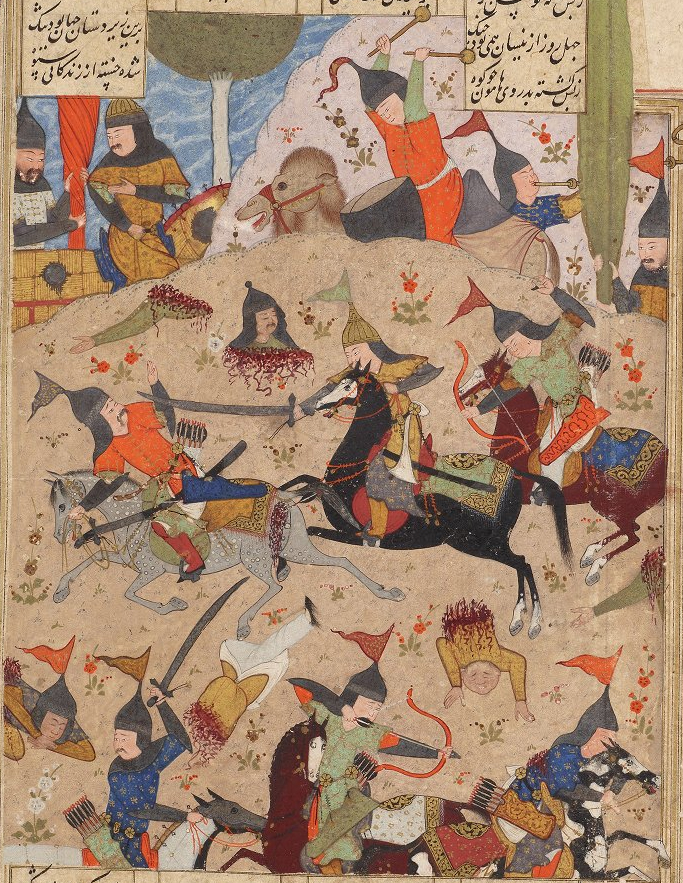
Ilustración de la batalla según manuscrito del Shāhnāmé, 1542.

Después del saqueo de Ctesifonte, su capital, por Septimio Severo en 198 el Imperio quedó arruinado, perdiendo muchos territorios y con su élite desmoralizada. Para entonces las numerosas regiones fronterizas eran controladas únicamente mediante negociaciones. El evento fue un punto de inflexión que desprestigió a los arsácidas y llevó a rebeliones en Persia y Media. Diez años después, el rey Vologases V murió y fue sucedido por su hijo Vologases VI, quien gobernó sin interferencias por un lustro hasta 213, cuando su hermano se proclamó monarca como Artabano IV; para 216 tenía el control de la mayor parte del Imperio, conquistando Media y Susiana. El emperador romano Caracalla decidió aprovecharse de la situación y amenazó con invadir Partía si no le entregaban a un filósofo llamado Antioco y cierto Tiridates, posiblemente un tío de Vologases VI o un príncipe armenio. El hecho que Caracalla negociara con Vologases VI indica que los romanos lo consideraban el gobernante legítimo.
Sorprendentemente Vologases VI le entregó los dos hombres en 215, quitándole la excusa a Caracalla, que ordenó a su liberto Teócrito invadir Armenia pero fue un desastre. El emperador entonces decidió centrar su atención en los partos y como pretexto le pidió a Artabano IV que se casara con su hija, lo que rechazó. Ambos monarcas se enfrentaron en 217 en Nísibis y firmando la paz un año después con los partos conservando la mayor parte de Mesopotamia. Esta vez el César intento negociar con Artabano IV, lo que indica que lo consideraba el gobernante legítimo, y para 221-222 Vologases VI sólo mantenía un pequeño territorio alrededor de Seleucia, pero siguió desafiando a su hermano.
Entre tanto, el reino vasallo de Persia, gobernado por Babak (o Papak), quien se rebeló contra Vologases V en 205-206, aprovechando que los romanos atacaban Mesopotamia, pero fue fácilmente sometido. Era un frataraka, uno de los pequeños gobernantes de Persia que habían ganado gran autonomía en la última centuria pero probablemente había unificado el país bajo su gobierno antes de estos eventos. Las fuentes también afirman que su familia eran sacerdotes de los templos de fuego zoroastrianos. Ardacher I era su hijo menor, aunque algunos eruditos creen que su nieto materno.

### Versión sasánida
El Libro de los hechos de Ardacher, hijo de Babag, relato sasánida de la vida de su fundador, cuando era joven Ardacher fue enviado a la corte de Artabano IV, por exigencia del Gran Rey, criándose con los príncipes arsácidas y aprendiendo el arte de la guerra. En una cacería, él y el primogénito de Artabano IV perseguían un alce pero el sasánida mató al animal primero de un certero flechazo. Cuando el resto de la partida preguntó quién fue el príncipe parto asumió el crédito, molestando mucho a Ardacher, quien lo desafió a volverlo a hacer. Esto molestó al Gran Rey, que le prohibió volver a cazar y le mandó a trabajar en los establos.
Luego se afirma que la doncella favorita de Artabano IV se enamoró de Ardacher cuando lo vio cantando en los establos, llegando a escaparse en las noches del palacio para estar con él, volviendo antes del amanecer. Un día, el Gran Rey les preguntó que deparaba el futuro a sus sabios y astrólogos y estos le respondieron que uno de sus sirvientes lo vencería y sería rey. La joven le contó lo sucedido a Ardacher esa misma noche y el sasánida resolvió huir la noche siguiente. Le pidió a la muchacha que lo acompañara y ella aceptó. La doncella robó dinero, joyas y armas del palacio y en dos caballos volvieron al galope a Persia. Cuando el Gran Rey se dio cuenta de lo sucedido sufrió mucho Llamó al jefe de sus astrólogos y éste le dijo que si no lo alcanzaban en tres días jamás lo haría. De inmediato, salió a perseguirlos con 4.000 jinetes. Pero cuando se enteró de que un águila acompañaba a los fugitivos, le preguntó a su astrólogo el significado y le fue advertido que ya no podía hacerle daño directamente, así que cesó de perseguirlo.
Al llegar a Persia, muchos habitantes le juraron lealtad a Ardacher, hasta que se encontró con un noble llamado Banâk, sus seis hijos y muchos soldados, quienes habían huido del Gran Rey, jurándole lealtad en un sitio donde se fundó la ciudad de Ramishne î Ardashir, «Placer de Ardacher». Banâk salió con un destacamento de caballería hacia la costa, seguido poco después por Ardacher. En el lugar que vio las aguas fundó la ciudad de Bokht Ardashir, «Salvado por Ardacher». Después se reunió con Banâk y preparó un ejército para enfrentar a Artabano IV.

### Origen de Ardacher según eruditos
Lo cierto es que la carrera de este príncipe comenzó cuando fue puesto a cargo de la fortaleza de Daraberg, bajo permiso del rey Gozihr de Istakhr. Anteriormente había servido a las órdenes del eunuco Tirā, arjabadh o «castellano» del fuerte, reemplazándolo al mando cuando murió. Al poco tiempo empezó a expandir su dominio, matando a los gobernantes Fāsīn de Jūbānān, Manūshihr de Kūns y Dārā de Lurwīr, reemplazándolos con hombres leales, e instando a su padre a matar a Gozihr, lo que se hizo y se nombró a Sapor, el hijo mayor de Babak, nuevo rey. Sin embargo, el Gran Rey se negó a reconocerlo y esto comenzó la fallida rebelión. Sin embargo, eruditos modernos indican que es poco probable, y que el verdadero instigador fue Sapor, quien aparece en monedas junto a su padre e indican que lo ayudó a conquistar la ciudad.
Babak nombró a Sapor su heredero, lo que molestó a Ardacher, quien fue a Ardashir-Khwarrah, «Gloria de Ardacher», donde se fortificó y espero al inevitable enfrentamiento con su hermano cuando muriera su padre. Babak murió de forma natural en algún momento entre 207 y 210, por lo que sus dos hijos empiezan a emitir monedas proclamándose reyes. Sin embargo, Sapor murió en circunstancias poco claras en 211-212, al parecer en un accidente. Al Tabari dice que marchaba a enfrentar a su hermano menor después que se negara a asistir a su corte y estando en las ruinas de Khumāy, un edificio colapso encima de él.
Ardacher I continuó sus campañas, aseguró su dominio de Persia tomando Istakhr, nombró a un tal Abarsām como buzurg framadhār, «Ministro Jefe», y a un tal Fāhr «Mōbadh Jefe», mūbadhān mūbadh, también descubrió un complot para asesinarlo y que involucraba a muchos de sus hermanos, mandando a ejecutar a la mayoría de ellos. Por último, hubo una revuelta en Daraberg pero tomó el fuerte y asesinó a muchos de sus habitantes. En 215-216 empezó su guerra y su propaganda contra los desprestigiados arsácidas, al mismo tiempo que enfrentaban el ataque de Caracalla, quien saqueó impunemente las tumbas reales.

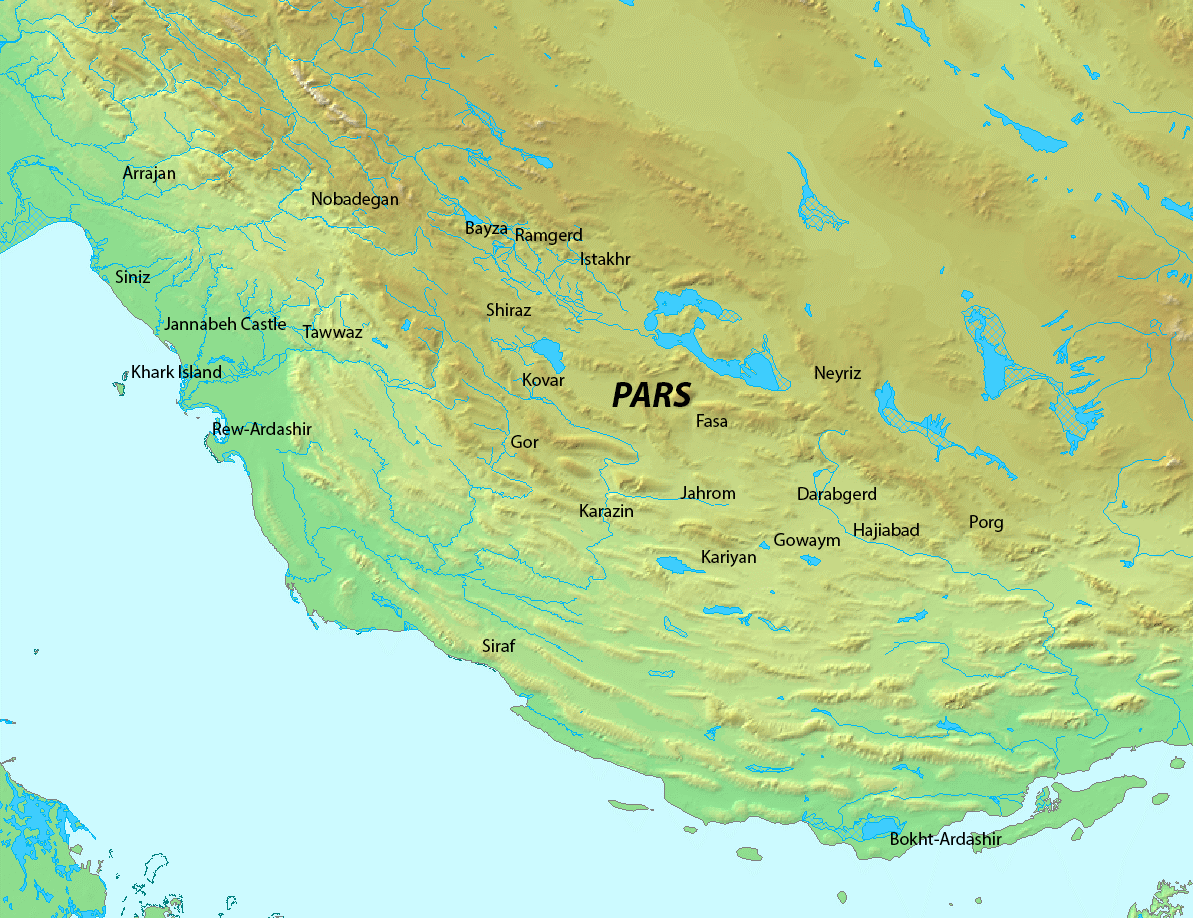
Mapa de la región de Persia.

Después conquistó Kermán y Elimaida antes de 224. Ardacher I enfrentó en batalla al rey Balash de Kermán, venciéndolo en una feroz batalla en la que el sasánida luchó personalmente y capturó a su rival, apoderándose de su capital poco después. Dejó como gobernador a uno de sus hijos con su mismo nombre. Luego fue contra el rey Haftānbūkht de Elimaida, al que venció y dio muerte con su espada. Luego exigió la sumisión al rey Mihrak de Abarsās, en la región de Ardashir-Khwarrah, pero éste se negó. Ardacher I lo enfrentó y le dio muerte. Después empezó a fundar ciudades y emitir monedas en abierta rebelión a los arsácidas.
Al principio Artabano IV no le prestó atención, pero viendo su poder decidió acabar con él. Entonces se enteró de que el rey Nīrūfarr de al-Ahwāz había sido enviado contra él por los arsácidas, pero mando al nuevo gobernante de Ardashir-Khwarrah, su fiel Abarsām, a enfrentarlo. Abarsām derrotó y forzó a retirarse a Nīrūfarr, permitiendo a Ardacher I vencer, capturar y ejecutar al rey Shādh-Sābūr de Isfahán y luego derrotar definitivamente a Nīrūfarr. Poco después se hacía con Arjan, Sanbil y Tashan para volver victorioso a Persia. Su última campaña contra un tal B.n.dū según Al Tabari, rey de Meshan, al que dio muerte y fundó Karkh Maysān.

## Fuerzas enfrentadas

### Arsácidas
A pesar de su similar extensión, los arsácidas disponían de un ejército mucho menor que el de sus predecesores seléucidas porque no tenían una fuerza permanente. Había guarniciones de ciudades y fortalezas, séquitos armados de jefes tribales, señores feudales y el propio rey y unidades de mercenarios extranjeros pero eran fuerzas desunidas y las guarniciones permanentes se concentraban en baluartes fronterizos. Cuando surgía una emergencia, el rey llamaba a sus vasallos y los comandantes de guarniciones reunir los contingentes que pudieran y reunirse en un punto predeterminado. Esto volvía a los monarcas débiles militarmente, siempre dependientes de los nobles. El sistema, originado con los aqueménidas, era rápido, capaz de responder a una crisis, pero obligaba a disolver la hueste una vez terminada la temporada de campaña. Además, los problemas logísticos limitaban tanto el tamaño de los ejércitos partos como el tiempo que podían combatir.
Los ejércitos partos se componían de catafractos, caballería pesada equipada con lanzas y armaduras para el jinete y su montura, y arqueros a caballo. Los primeros venían de la nobleza y los segundos de las clases más bajas, pero todos eran de etnia parta, con deberes militares a cambio de un estatus más elevado que otras etnias. Eran fuerzas muy efectivas para enfrentar a los romanos, que dependían de la infantería pesada. Los arqueros acosaban a sus enemigos, desgastándolos con repetidos ataques y retiradas hasta el momento en que cargaban los catafractos. Mediante falsas retiradas se buscaba dividir a las unidades enemigas para luego contraatacar. Eran casi imposibles de destruir pero una buena caballería ligera podía dispensarlos. En tal caso, los catafractos podían destrozar a cualquier caballería no acorazada y eran muy resistentes a flechas y piedras, aunque no a la artillería. Su efecto era más desmoralizado que destructivo porque sólo podían ir a trote en una carga, imposibilitando romper una unidad densa, ordenada, disciplinada, descansada y preparada. Su función era forzar a la infantería enemiga a estar apiñada, dando blancos fáciles a los arqueros, hasta que se desorganizaran por la combinación de flechas, hambre, sed y cansancio. Este sistema de lucha, tan dependiente de la caballería, se debía a la necesidad de mover grandes ejércitos rápidamente contra las amenazas que se situaban principalmente al norte y oeste, y como una adaptación surgida en la lucha contra los seléucidas, que dependían de falanges.
Los partos tenían debilidades. Su desconocimiento de las armas de asedio les impedía ocupar las ciudades y conquistar los territorios, esto garantizó la larga duración de sus guerras con Roma. También tenían una pequeña infantería de muy mala calidad, incapaz de enfrentarse a los legionarios o a los jinetes nómadas del norte. Por último, los azats o clientes de los nobles, eran el grueso del ejército y no podían estar mucho tiempo en campaña pues debían volver a cultivar sus tierras.
Se desconoce el tamaño del ejército arsácida en la batalla, pero eran más aunque peor equipados, con incómodas armaduras laminares. Estudiosos modernos han estimado que, en sus mejores momentos, los reyes partos podían movilizar con facilidad alrededor de 40.000 jinetes en sus levas.

### Sasánidas
El primer spah, «ejército», sasánida era igual al de los partos. Las fuentes indican que Ardacher I contaba con 10 000 jinetes con flexibles armaduras de cadenas, una fuerza perfectamente alcanzable, aunque en contadas ocasiones, por los más poderosos vasallos de los reyes arsácidas. Amplio conocedor de la historia militar, restauró las antiguas unidades de los aqueménidas, mantuvo la caballería parta y desarrolló nuevas armaduras y máquinas de asedio. Le dieron gran importancia a los catafractos, que por su lentitud eran vulnerables a los arqueros montados, así que dependían de contratar gran número de mercenarios guilakíes, árabes, jázaros, albanos, heftalitas y kushán que luchaban bajo sus propios jefes.

## Batalla

### Ubicación
El lugar del campo de batalla se ha perdido en la historia, pero se suele señalar en Media, entre Isfahán y Nahavand, lo que indica que Ardacher I avanzó hacia el norte, pero algunos manuscritos indican que es difícil tal movimiento, pues poco antes del combate estaba de campaña en Kaškar. Mencionan un lugar llamado Ḵoš-Hormoz que ha sido identificado como Ramhormoz, en Juzestán. Está ubicado en una planicie, al pie de unas colinas, un lugar abierto perfecto para un encuentro de caballería.

### Combate
Ardacher I terminó su campaña y después de visitar un templo zoroastriano reunió una hueste de Kermán, Mokristán, Istakhr y Persia. También se da a entender que los reyes de Adiabene y Kirkuk se unieron a sus fuerzas.
Según Al-Tabari, quien probablemente estudió el relato oficial sasánida de la batalla, el Xwaday-namag, «Libro de Señores», al que considera muy mítico en su relato, Ardacher I y Artabano IV intercambiaron cartas y el primero solicitó un lugar donde enfrentarse, a lo que el segundo propuso la planicie de Hormizdagán a finales de abril, lo que fue aceptado. Sin embargo, el sasánida llegó antes y escogió una posición ventajosa, construyendo una zanja para protegerse a él y su ejército y aprovechando la primavera.
El monarca arsácida traía una fuerza reclutada en los fuertes fronterizos de Rayy, Damavand, Guilán y Tabaristán, ordenando organizarse para el combate. El príncipe Sapor, tratando de proteger a su padre, cargó y dio muerte al escriba real, Dad-windad, con su propia mano. Esto coincide con el plan de batalla usual en la época. Una feroz carga de catafractos sobre la izquierda de la línea enemiga, usualmente a la defensiva porque de ese lado los soldados llevaban el escudo, de ahí que los arqueros solían ubicarse en ese sector para detener el flanqueo. Mientras la derecha, donde los hombres llevaban la lanza se consideraba que encabezaba el ataque. El propio Ardacher cargó contra su rival y lo enfrentó personalmente. Poco después, el rey cayó con muchos de sus nobles y el resto del ejército huyó. La campaña habría durado unos cuatro meses.

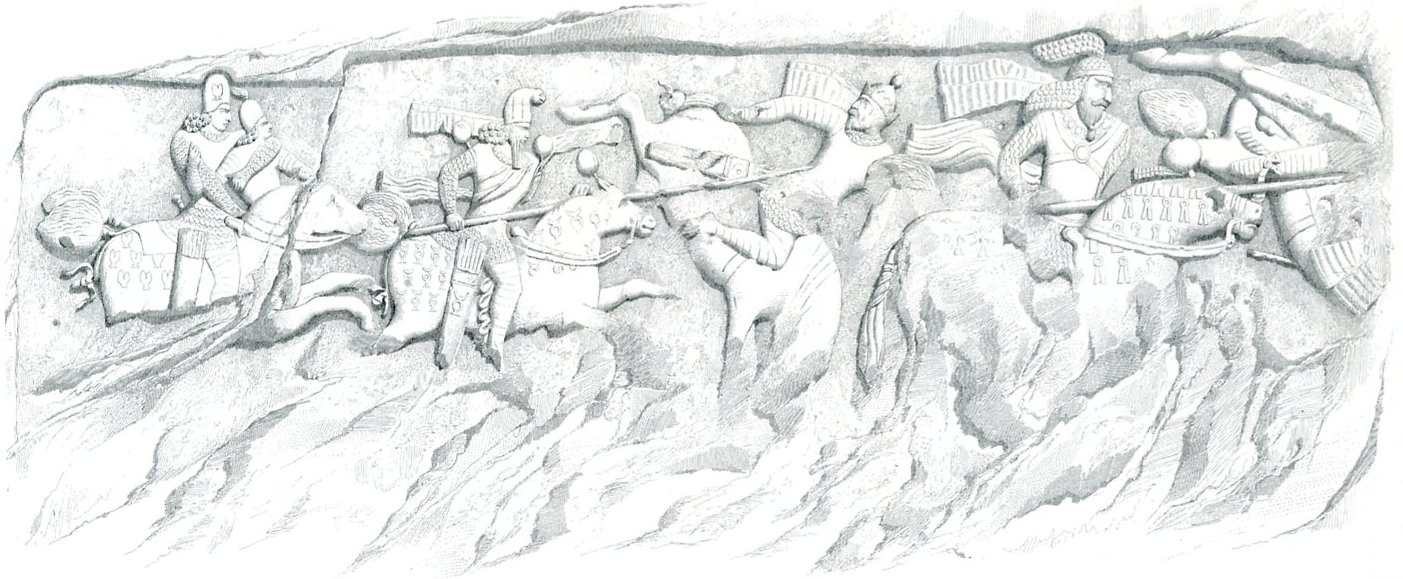
Ilustración de 1840 del primero de los relieves de Ardashir-Khwarrah.

La batalla es recordada en dos escenas esculpidas en las montañas de Ardashir-Khwarrah. En el primer relieve aparecen, de izquierda a derecha, un noble persa capturando a un soldado parto, el príncipe Sapor empalando con su lanza a Dad-windad y Ardacher I expulsando a Artabano IV. En el segundo aparece Ardacher I recibiendo el anillo de la realeza por Ahura Mazda y aparecen Sapor y otros dos príncipes mirando. Sin embargo, en el Libro de los hechos de Ardacher, se menciona que Sapor nació después de la derrota y muerte de Artabano IV.
En el mismo campo de batalla el victorioso Ardacher I se proclamó šāhān šāh, «Rey de reyes», y comenzó la conquista de los demás territorios de Ērānšahr. Fuentes sasánidas afirman que todos los partos murieron y los vencedores se hicieron con dinero, propiedades, caballos y adornos y luego ocuparon la capital. Fuentes árabes dicen que la mayoría murió y el resto huyó. Entonces Ardacher I se casó con una hija del rey caído y volvió a Persia para fundar una ciudad, Ardashir Gadman, establecer canales para desviar los ríos y construir templos en los territorios que conquistó.

## Consecuencias

### Consolidación

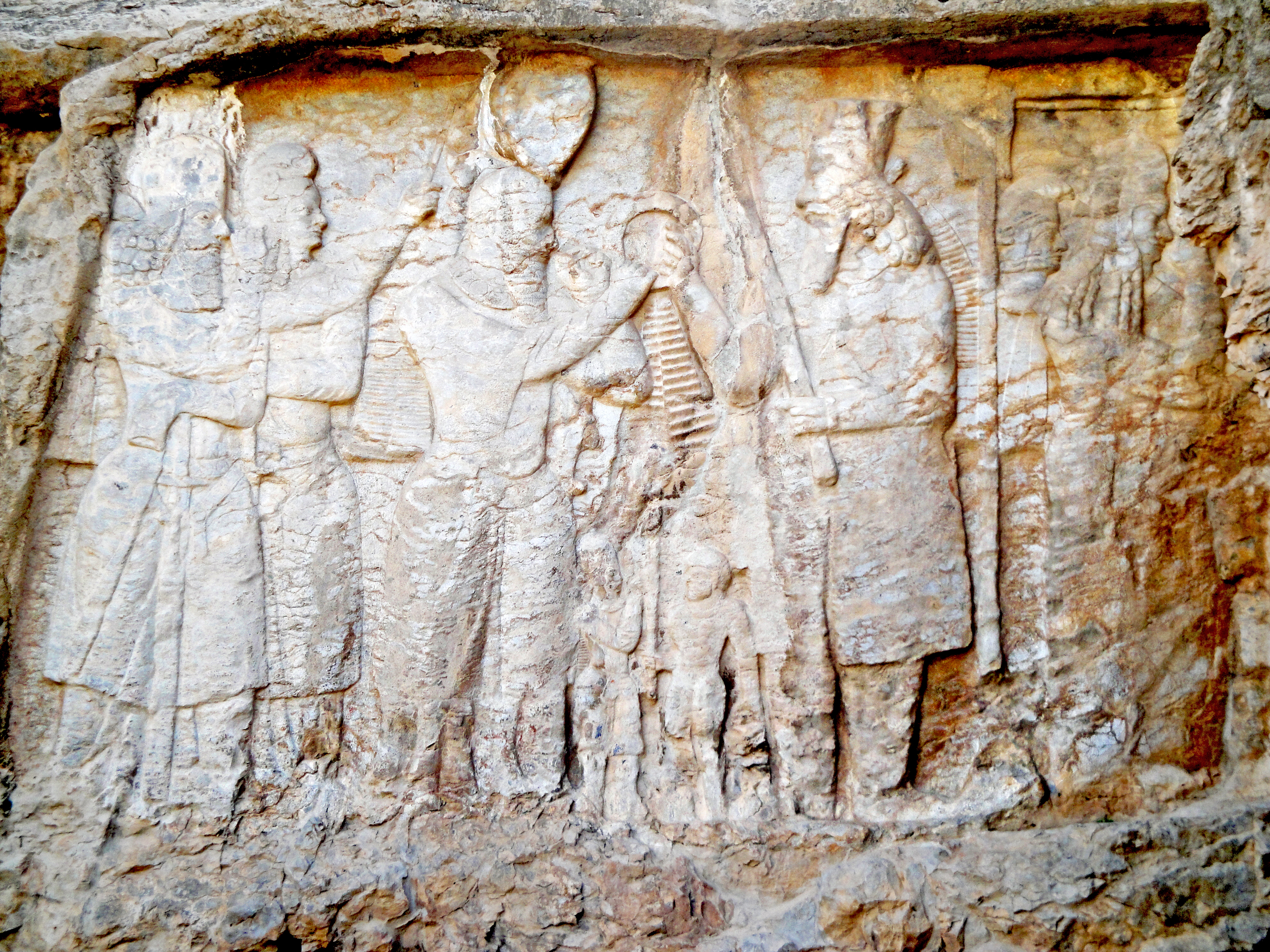
Fotografía del segundo de los relieves de Ardashir-Khwarrah.

El Libro de los hechos de Ardacher afirma que reunió un gran ejército y fue a enfrentar al rey Mâdîg de los kurdos, quien lo venció en una sangrienta batalla. Los sasánidas se retiraron a una aldea y desde ahí enviaron a toda su caballería de regreso a su capital. Esto hizo que los kurdos se confiaran y fueron tomados por sorpresa cuando 4.000 sasánidas atacaron su campamento de noche. Más de mil kurdos murieron y otros tantos fueron capturados junto a un gran botín. El rey vencido y sus hijos fueron enviados a Persia.
En el camino de regreso, Haftan-bokht (o Haftawad), rey de Kermán, atacó a la caballería de Ardacher I, robando sus tesoros y bagajes y los llevó a Guzarán. En esos momentos, el Gran Rey consideraba atacar Armenia y Media Atropatene, porque atacaban sus fronteras, y aliarse con Kermán, pero al enterarse de la emboscada, decidió primero vengar a sus hombres. Haftan-bokht reunió un ejército de 5.000 guerreros, incluyendo aliados de Sind, en su capital, así que Ardacher I convocó a sus jinetes, muy superiores en número, y les envió a sitiar la fortaleza. Sus enemigos guardaron sus riquezas en grutas y se escondieron en cuevas de las montañas para atacar por la noche, masacrando al enemigo y robándoles caballos, botín y armas.
Enterado de la derrota, el Gran Rey convocó a todas las fuerzas a su disposición en una gran hueste. Los dirigió en persona y acampó fuera de la fortaleza. Sucedía que el rey de Kermán tenía siete hijos y a cada uno le había dado el mando de una ciudad y 1000 soldados, y uno de ellos, que estaba en Arvastán llegó en su ayuda con un gran contingente de Arabia y Mazandarán, presentando batalla. El ejército de Haftan-bokht también salió de la fortaleza y en el combate muchos murieron, pero logrando impedir que los sasánidas tuvieran acceso a forraje y alimentos. Entonces un persa llamado Mitrok reunió un contingente y saqueó el palacio de Ardacher I.
Los sasánidas se retiraron pero Haftan-bokht los persiguió y los atrapó nuevamente. Ardacher I consiguió escapar en secreto a Mâvad. Ahí se alojó en la casa de los hermanos Bûrjak y Bûrj-âtarô, quienes se comprometieron a ayudarlo. El rey de Kermán es llamado apóstata del zoroastrismo y adorador de un «Gusano» o dragón similar a Vritra, Hidra de Lerna y Pitón.
Lo primero que hizo fue derrotar y dar muerte a Mitrok, quedándose con sus propiedades. Luego se infiltró en la fortaleza de Hatfan-bokht con los dos hermanos que le juraron ayuda. Por tres días se demostró muy comprometido en los ritos, ganando el derecho de alimentar al Gusano. Luego envió un mensaje ordenando a 400 guerreros selectos que se ocultaran en las cercanías y esperaran a ver salir humo de la fortaleza para atacar. Al día siguiente, Ardacher I embriagó a los idólatras que hacían turno con él y le dio de beber al Gusano sangre de ganado según el rito diario, pero en realidad era latón fundido y así el Gusano se partió en dos haciendo tal ruido que muchos defensores se acercaron en gran confusión. Entonces Ardacher I comenzó un incendio y sus guerreros atacaron exitosamente. El lugar fue destruido y Haftan-bokht encontró la muerte, muchos de sus soldados compartieron su suerte o fueron reducidos a la esclavitud. El sasánida ordenó que la fortaleza fuera demolida y se llevó en 1000 camellos su botín a Gobar.

### Coronación
El vencedor siguió la lucha, coronándose en 226 en Ctesifonte y proclamando ser el heredero legítimo de los antiguos reyes aqueménides, como Ciro el Grande. Sin embargo, hay un debate, pues el erudito alemán Walter Bruno Henning creía que fue el 28 de abril de 224 y el iraní Sayyed Hasan Taqizadeh lo fechaba en el 6 de abril de 227. Historiadores modernos, como el iraní Khodadad Rezakhani, creen que Ardacher I sólo pudo reclamar el título de rey de reyes después de vencer a su rival, Farn-Sasan, y conquistar el Reino indo-parto, lo que debió suceder alrededor de 226. Ardacher I acabó sus campañas derrotando a Vologases VI, haciéndose con Mesopotamia después de 228 y dando por reunificado el Imperio. Posteriormente, entre 229 y 230, Ardacher I asedió sin éxito Hatra, reino cliente de Roma desde 227, es posible que para conseguir una base segura desde donde atacar los dominios romanos.
Los grandes clanes siguieron manteniendo su poder pero cambiando de amos. A las familias Waraz, Suren, Andigan, Karen y otros se les premió con honores y posiciones. Sin embargo, una fuente armenia dice que tuvo que luchar y negociar para someterlas, llegando a exterminar a los Karen, salvándose un único miembro que huyó a Armenia. Numerosos nobles que lucharon en la caballería arsácida pasaron a servir a los sasánidas. Los arsácidas sobrevivientes continuaron gobernando el Reino de Armenia hasta el siglo V.

### Nueva dinastía
Aunque en sus primeros años, la nueva dinastía no se distinguió mucho de sus predecesores, pronto demostró su impulso por extender y centralizar el Estado, empezando con la creación de una religión estatal. Durante el reinado de los dos primeros reyes sasánidas el tamaño de la corte y de la administración creció considerablemente. Para centralizar el gobierno, a los reyes locales (šhardārān), príncipes de sangre real (wāspuhragān), grandes (wuzurgān) y pequeños nobles (āzādān) se les suman gobernadores (šahrābs), virreyes (bidaxš), administradores de propiedades reales (framādār), comandantes de la guarniciones reales (hazārbad), escribas (dibīrs), tesoreros (ganzwars), jueces (dādwars) e inspectores de mercado (wāzārbed).
Una de las principales debilidades era la dependencia de los señores feudales para proveerse de soldados, lo que hacía al gobierno central muy dependiente de estos magnates y tener muy controladas sus políticas. Habría que esperar hasta las reformas de Cosroes I para una efectiva centralización del ejército, el gobierno y la religión, aunque se debe señalar que los cambios en estas esferas se produjeron de forma diferente y en distintos momentos y que jamás fueron completas, pues las dinastías locales seguían gobernando en lugar de gobernadores nombrados por el rey.
La memoria del gobierno parto no desapareció y eso llevó a que en momentos de crisis surgieran hombres intentando restaurarlo, como Bahram VI de los Mihran y Vistahm de los Ispahbudhan.

### Antigua
- Al Tabari. The Sāsānid, the Byzantines, the Lakmids, and Yemen. Tomo V de Historia de los Profetas y Reyes. Traducción árabe-inglés por C. E. Bosworth, edición y prefacio por Ehsan Yar-Shater, University of Manchester & State University of New York Press, 1998.
- Anónimo. Crónica de Arbela. Traducción latín-inglés por Timothy Króll, edición Peter Kawerau, Lovaina: Universidad Católica de Lovaina & Universidad Católica de América, 1985.
- Anónimo. Kârnâmag î Ardashîr î Babagân, «Libro de los hechos de Ardacher, hijo de Babag» . Digitalizado en Avesta. Basado en traducción persa-inglés por Darab Dastur Peshotan Sanjana, Bombay: The Education Society's Steam Press, 1896.
- Estrabón. Geografía. Libro 11. Versión digitalizada de Perseus. Basada en traducción griego-inglés por H. L. Jones, edición de Harvard University Press & William Heinemann, Ltd. 1924.
- Moisés de Corene. Historia de Armenia. Libro 2. Traducción armenio-inglés por Robert W. Thomson, Cambridge University Press, 1978. Véase también versión digitalizada en Philippe Remacle, basada en traducción armenio-francés por Victor Langlois, tomo X de Collection des historiens anciens et modernes de l' Arménie, París: Firmin Didot Frères, 1867.
- Plutarco. Vida de Craso. Parte de Vidas paralelas. Digitalizado en Perseus. Basado en la obra de 1916, editada por William Heinemann. Traducción latín-inglés por Bernadotte Perrin, Harvard University Press. En español en Imperium.
- Tácito. Anales. Libros 6 y 12. Digitalización en Google Books. Basada en traducción latín-inglés, notas e introducción por A. J. Woodman, Hackett Publishing, 2004. Véase versiones completas de:
  - Digitalización de Perseus. Traducción latín-inglés por Alfred John Church, edición de William Jackson Brodribb & Sara Bryant, Nueva York: Random House, 1942.
  - Digitalización de UChicago. Basada en traducción latín-inglés por J. Jackson, volumen III de Loeb Classical Library, 1931.
- Teofilacto Simocates. Historia. Libro 3. Digitalizado en Lace Collection. Basado en edición griega y latina de Carl de Boor, Leipzig: Teubner, 1887.

### Moderna
- Botticini, Maristella & Zvi Eckstein (2012). The Chosen Few: How Education Shaped Jewish History, 70-1492. Princeton University Press. ISBN 9781400842483.
- Brosius, Maria (2006). The Persians: An Introduction. Routledge. ISBN 978-0-415-32089-4.
- Chkeidze, Thea (2001). Georgia v. Linguistic contacts with iranian languages. Encyclopædia Iranica, Vol. X, Fasc. 5, pp. 486-490.
- Colledge, Malcolm A. R. (1967). The Parthians. Nueva York: Frederick A. Praeger, Inc.
- Coulborn, Rushton (1965). Feudalism in History. Archon Books.
- Curtis, Vesta Sarkhosh (2007). "The Iranian Revival in the Parthian Period". En Curtis, Vesta Sarkhosh and Sarah Stewart (ed.). The Age of the Parthians: The Ideas of Iran. Tomo II. I.B. Tauris & Co Ltd., en asociación con el London Middle East Institute at SOAS and the British Museum, pp. 7–25. ISBN 978-1-84511-406-0.
- Curtis, Vesta Sarkhosh & Sarah Stewart (2008). The Sasanian era. I.B. Tauris in association with The London Middle East Institute at SOAS and The British Museum & School of Oriental and African Studies of University of London. ISBN 9781845116903.
- Daryaee, Touraj (2010). "Ardashir and the Sasanians' Rise to Power". ANABASIS, núm 1. University of California, pp. 236–255.
- Daryaee, Touraj (2012). The Oxford Handbook of Iranian History. Oxford University Press. ISBN 9780199732159.
- Daryaee, Touraj (2014). Sasanian Persia: The Rise and Fall of an Empire. Tauris. ISBN 9780857716668.
- Edwell, Peter (2020). Rome and Persia at War: Imperial Competition and Contact, 193–363 CE. Oxford: Routledge. ISBN 9781317061274.
- Frye, Richard N. (1983). "Political Persian History During the Sasanians". En Yarshater, Ehsan (ed.). The Cambridge History of Iran, Volume 3(2): The Seleucid, Parthian and Sasanian Periods. Cambridge University Press, pp. 116-180. ISBN 0-521-24693-8.
- Frye, Richard N. (1988). "Bābak (1)". Encyclopaedia Iranica, Vol. III, Fasc. 3, pp. 298-299. Digitalizado en 2011.
- Garthwaite, Gene Ralph (2005). The Persians. Oxford & Carlton: Blackwell Publishing, Ltd., ISBN 978-1-55786-860-2.
- Gignoux, Philippe (1993). "COURTS AND COURTIERS ii. In the Parthian and Sasanian periods". Encyclopædia Iranica, Vol. VI, Fasc. 4, pp. 359-361. Digitalizado en 2011.
- Hartmann, Udo (2017). "The Rise of the Sasanids and the Battle of Hormizdagan, 224". En The Encyclopedia of Ancient Battles. Bd. 3, hrsg. v. Michael Whitby u. Harry Sidebottom, pp. 1043–1046.
- Herman, Geoffrey (2012). A Prince Without a Kingdom: The Exilarch in the Sasanian Era. Mohr Siebeck. ISBN 9783161506062.
- Herzfeld, Ernst (1947). Zoroaster and His World. Princeton University Press.
- Izady, Mehrdad R. (2015). Kurds: A Concise Handbook. Taylor & Francis. ISBN 9781135844974.
- Jalilian, Shahram (2018). "Conflict and Agreement of the Members of Great Families and Grandees with the King in the Sassanid Era (from the Rise of Sassanid to the reign of Ghobad I)" Archivado el 11 de abril de 2020 en Wayback Machine.. Journal of Historical Researches, Vol. 10, núm. 1, pp. 203-227.
- Kalani, Reza (2017). Multiple Identification Alternatives for Two Sassanid Equestrians on Fīrūzābād I Relief: A Heraldic Approach. Tarikh Negar Monthly. ISBN 9786000491406.
- Kennedy, David (1996). "Parthia and Rome: eastern perspectives". En Kennedy, David L.; Braund, David (eds.). The Roman Army in the East. Cushing Malloy Inc., Journal of Roman Archaeology: Supplementary Series Number Eighteen, pp. 67–90. ISBN 978-1-887829-18-2.
- Korotaev, A. V. & Artemiĭ Sergeevich Malkov (2006). Introduction to Social Macrodynamics: Secular Cycles and Millennial Trends. Editorial URSS. ISBN 9785484005598.
- Llewellyn-Jones, Lloyd (2013). King and Court in Ancient Persia 559 to 331 BCE. Edinburgh University Press. ISBN 9780748677108.
- Lukonin, V.G. (1983). "Political, Social and Administrative Institutions: Taxes and Trade". En Yarshater, Ehsan (ed.). The Cambridge History of Iran, Volume 3(2): The Seleucid, Parthian and Sasanian Periods. Cambridge University Press, pp. 681–746. ISBN 0-521-24693-8.
- McDonough, Scott (2013). "Military and Society in Sasanian Iran". En Campbell, Brian; Tritle, Lawrence A. (eds.). The Oxford Handbook of Warfare in the Classical World. Oxford University Press. ISBN 9780195304657.
- Millar, Fergus (1993). "The Greek City in the Roman Period". Editado por Mogens Herman Hansen. The Ancient Greek City-state: Symposium on the Occasion of the 250th Anniversary of the Royal Danish Academy of Sciences and Letters, July, 1-4 1992. Kgl. Danske Videnskabernes Selskab, pp. 232-260. ISBN 9788773042427.
- Mori, Shigeo (1992). "The Narrative Structure of the Paikuli Inscription". Bulletin of the Society for Near Eastern Studies in Japan, Vol. 35, Núm. 1, pp. 176-188.
- Nicolle, David (1996). Sassanian Armies: the Iranian Empire Early 3rd to Mid-7th Centuries AD. Montvert, ISBN 978-1-874101-08-6.
- Payne Smith, R. (2009). Supplement to the Thesaurus Syriacus of R. Payne Smith. Wipf and Stock Publishers. Colección de sus trabajos por su hija Jessie Payne Margoliouth. Colaboración de K. C. Hanson. ISBN 9781608990467.
- Rajabzadeh, Hashem (1993). "Dabīr". Encyclopaedia Iranica, Vol. VI, Fasc. 5. pp. 534–539.
- Rawlinson, George (2002). The Seven Great Monarchies of the Ancient Eastern World. Piscataway: Gorgias Press. ISBN 9781931956468.
- Rezakhani, Khodadad (2017). ReOrienting the Sasanians: East Iran in Late Antiquity. Edimburgo: Edinburgh University Press. ISBN 9781474400305.
- Shahbazi, A. Shapur (1988). "Bahrām VI Čōbīn". Encyclopaedia Iranica, Vol. III, Fasc. 5, pp. 514-522.
- Shahbazi, A. Shapur (1989). "BESṬĀM O BENDŌY". Encyclopaedia Iranica, Vol. IV, Fasc. 2. pp. 180–182.
- Shahbazi, A. Shapur (2004). "HORMOZDGĀN". Encyclopaedia Iranica, Vol. XII, Fasc. 5, pp. 469-470. Digitalizado en 2012.
- Schippmann, K. (1986a). "Artabanus (Arsacid kings)". Encyclopaedia Iranica, Vol. II, Fasc. 6, pp. 647–650. Digitalizado en 2011.
- Schippmann, K. & Chaumont, M. L. (1988). "Balāš VI". Encyclopaedia Iranica, Vol. III, Fasc. 6. pp. 574–580. Digitalizado en 2012.
- Sheldon, Rose Mary (2010). Rome's Wars in Parthia: Blood in the Sand. Valentine Mitchell. ISBN 978-0-85303-981-5.
- Syvänne, Ilkka (2015). Military History of Late Rome 284-361. Pen and Sword. ISBN 9781473871847.
- Tarn, William W. (1923). "Parthia". Capítulo 14 de The Last Age of the Roman Republic, 146-43 BC. Tomo IX de The Cambridge Ancient History. Cambridge: Cambridge University Press, pp. 574-613.
- Widengren, Geo (1983). "Sources of Parthian and Sasanian History". En Yarshater, Ehsan (ed.). The Cambridge History of Iran, Volume 3(2): The Seleucid, Parthian and Sasanian Periods. Cambridge University Press, pp. 1261–1283. ISBN 0-521-24693-8.
- Wiesehöfer, Joseph (1986). "ARDAŠĪR I i. History". Encyclopædia Iranica, Vol. II, Fasc. 2, pp. 371-376. Digitalizado en 2011.
- Wilcox, Peter & Angus McBride (1986). Rome’s Enemies 3: Parthians and Sassanid Persians. Osprey Books.
- Yarshater, Ehsan (1998). "ESFANDĪĀR (2)". Enciclopedia Iranica, Vol. VIII, Fasc. 6, pp. 592–593.

- Datos: Q2887977